# Triodos Bank

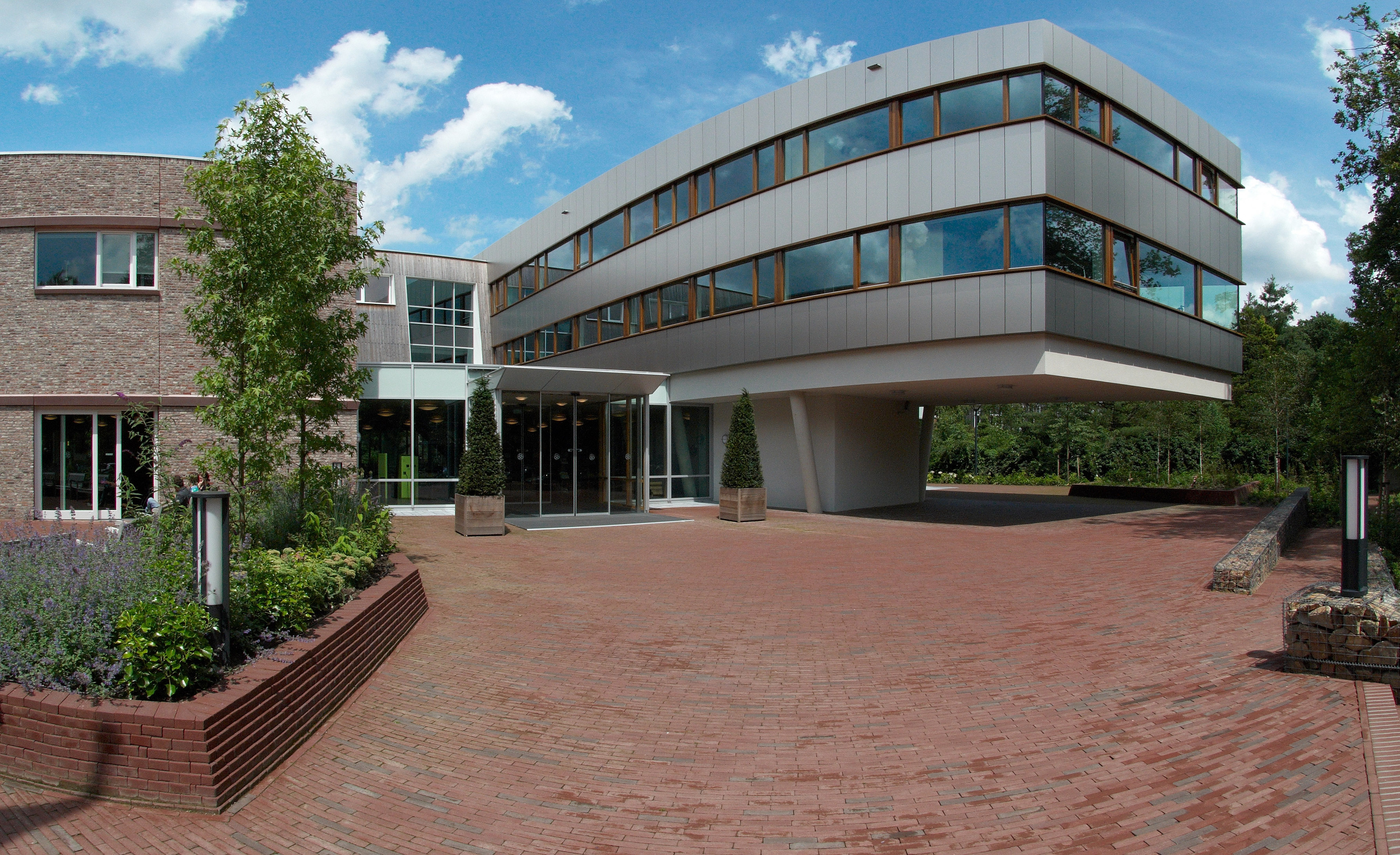
Voormalig hoofdkantoor van Triodos Bank in Zeist

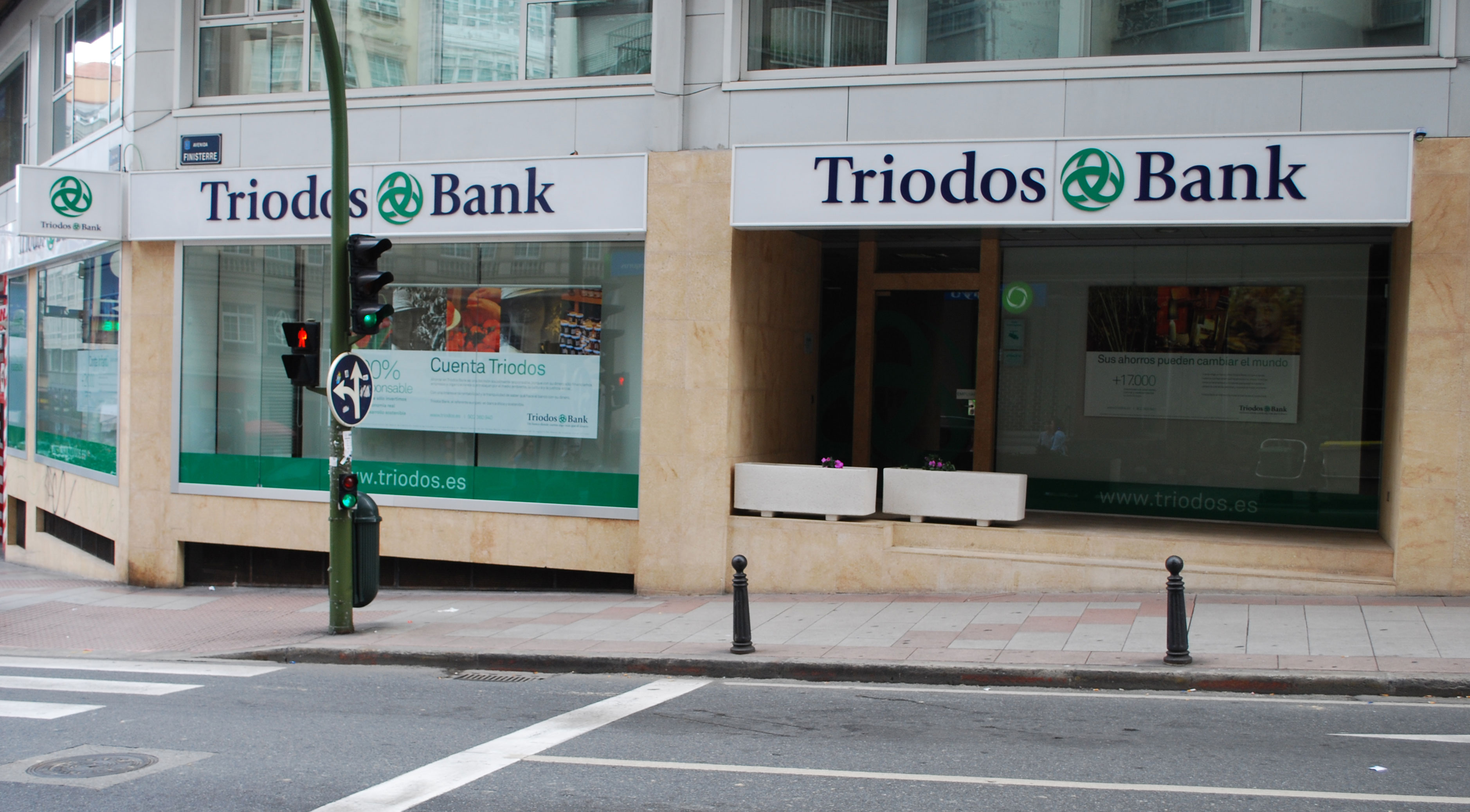
Een Triodos filiaal in A Coruña, Galicië

Triodos Bank NV is een Nederlandse bank met filialen in België, Duitsland, het Verenigd Koninkrijk, en Spanje met wereldwijd zo'n 750.000 klanten.

## Bedrijfsfilosofie en activiteiten
De bank kiest voor ethisch, transparant en duurzaam bankieren en stelt zich tot doel om te helpen bouwen aan een samenleving waar levenskwaliteit en menselijke waardigheid voorop staan. De naam Triodos komt van het Griekse 'τρὶ ὁδος - tri hodos', wat driewegbenadering betekent, of hiervan afgeleid: People Planet Profit. De bank wil de aan haar toevertrouwde inleg investeren op basis van duurzaamheid en ging al in de jaren 1990 bijvoorbeeld duurzaam beleggen in onder meer biologische voeding en landbouw, duurzame energie, maatschappelijk verantwoord ondernemen, microkrediet, kunst en cultuur, eerlijke handel en sociale werkplaatsen.
Betalen, sparen en beleggen kan in elk land waar Triodos Bank actief is via internetbankieren. In Nederland biedt de bank spaarrekeningen, betaalrekeningen, ethische fondsen, risicodragende beleggingen en hypotheken voor de particuliere woningmarkt, met tarieven afhankelijk van het energielabel van de woning. Omdat Triodos Bank in Nederland één kantoor en slechts een enkele geldautomaat heeft is voor het pinnen met een bankpas een samenwerkingsverband aangegaan met de Rabobank. In België biedt de bank spaarrekeningen, effectenrekeningen voor ethische beleggingsfondsen, vermogensbeheer (private banking in samenwerking met "Puilaetco Dewaay Private Bankers"), hypothecaire leningen en professioneel krediet en zichtrekeningen met een debetkaart voor zelfstandigen, bedrijven en verenigingen. Voornamelijk in ontwikkelingslanden verstrekt Triodos ook microkredieten in samenwerking met lokale instellingen gespecialiseerd in het toekennen van kleine leningen. Op triodos.com staan alle toegestane leningen en beleggingen vermeld, ook microfinanciering.

## Geschiedenis
In 1968 startte de antroposofische bankier Rudolf Mees een studiegroep rond duurzaam omgaan met geld. Samen met organisatieadviseur Lex Bos, econoom Adriaan Deking Dura en fiscalist Dieter Brüll richtte hij in 1971 de Stichting Triodos op om innovatieve projecten en bedrijven te ondersteunen. In 1980 werd Triodos Bank NV opgericht met een volledige bankvergunning van de Nederlandse Centrale Bank. In 1989 werd Peter Blom algemeen directeur.
Het eerste buitenlandse filiaal kwam in september 1993 in Gent. In 1994 werd de duurzame Engelse bank Mercury Provident overgenomen, en in 1995 werd Triodos Bank United Kingdom opgericht. In 1997 werd Blom directievoorzitter.
In 1999 werd met Triodos Investment Management (TIM) een volwaardige dochteronderneming opgericht om duurzame investeringsfondsen te beheren. In 2003 werd Olivier Marquet directeur van de Belgische poot. In 2004 opende Triodos een filiaal in Spanje en in 2006 opende een internationaal hoofdkantoor in Zeist. Eind 2009 werd het in 2005 opgericht kredietagentschap in Frankfurt am Main een volwaardige Duitse bank.
In maart 2009 richtte Triodos samen met BRAC Bank uit Bangladesh, de Duitse GLS Bank en de inmiddels opgeheven ShoreBank uit de VS de Global Alliance for Banking on Values (GABV) op, een internationaal netwerk van duurzame banken.
In 2010 gaf de Vereniging tegen de Kwakzalverij Triodos de Meester Kackadorisprijs omdat de bank volgens haar "kwakzalverij het meest heeft bevorderd", met name door beleggingen in homeopathie, acupunctuur en antroposofie. De bank gaf hierop aan zowel alternatieve geneeswijzen als reguliere gezondheidszorg te ondersteunen.
In 2010 stond Triodos mee aan de basis van De Groene Zaak, de eerste Nederlandse werkgeversvereniging van duurzame bedrijven actief op vlak van maatschappelijk verantwoord ondernemen.
In 2013 kreeg Triodos kritiek vanwege de (her)financiering van de Islamitische Universiteit Rotterdam. Uitspraken van de rector van deze instelling over het toepassen van de doodstraf voor homoseksualiteit zouden in contrast staan met de door Triodos voorgestane menselijke waardigheid. Het krediet werd in 2003 verstrekt en "enige tijd" vóór januari 2014 door de bank ingetrokken.
In 2013 schreef NRC Handelsblad dat de bank niet uitsluitend in duurzame projecten investeerde: bovenop de verplichte kapitaalbuffers die de bank bij andere financiële instellingen moet aanhouden van de Europese Centrale Bank (ECB), bracht ze noodgedwongen nog eens 10% van het toevertrouwde geld bij o.a. de Rabobank en ABN AMRO, die investeren in kernwapenproducenten. Hetzelfde jaar publiceerde het magazine M-Belgique een lijst met belastingparadijzen waar Triodos offshoreconstructies had opgezet.
In 2013 vestigt Triodos zich in Frankrijk. In 2016 werd Thomas Van Craen CEO van Triodos Bank België.
Op 3 april 2017 verlaagde Triodos de rente op de Internet Spaarrekening van 0,1% naar 0,0% en was daarmee de eerste bank in Nederland die de spaarrente op nul heeft gesteld. Veel grote banken gingen ervan uit dat nul procent rente voor spaarrekeningen slecht zou zijn voor hun imago, maar voor een ideële bank als Triodos zou dat minder een rol spelen. Het Belgische filiaal volgde deze stap niet vanwege het wettelijke minimum van 0,11% rente.
In 2019 werd voor Triodos Bank en TIM een nieuw hoofdkantoor geopend bij station Driebergen-Zeist. Het is een ontwerp van architect Thomas Rau.

## Resultaten
In de beginjaren toonden met name vermogende particulieren die het goed voor hadden met natuur en milieu of wilden profiteren van fiscale voordelen toonden interesse in de bank. Dit vertaalde zich in een groeiende klantenkring en een stijging van toevertrouwde middelen. Verder is Triodos een vermogensbeheerder, Triodos Investment Management and Private Banking had per eind 2024 ongeveer zeven miljard euro onder beheer. Van de omzet in 2023 was driekwart de rentemarge en een kwart bestond uit inkomsten uit de dienstverlening, waaronder vermogensbeheer.
Vanaf 2009 tot en met 2015 is het balanstotaal en het aantal werknemers ruimschoots verdubbeld. De rentabiliteit eigen vermogen is met 5% laag en Triodos streeft naar een rentabiliteit van 7% op termijn.
| Jaar | Aantal klanten (× 1000) | Balanstotaal | Nettowinst  | Rentabiliteit eigen vermogen | Werknemers (jaareinde) |
| Jaar | Aantal klanten (× 1000) | (× miljoen)  | (× miljoen) | Rentabiliteit eigen vermogen | Werknemers (jaareinde) |
| ---- | ----------------------- | ------------ | ----------- | ---------------------------- | ---------------------- |
| 2004 |                         | € 1026       | € 3,6       | 3,6%                         | 264                    |
| 2005 |                         | € 1222       | € 5,3       | 5,0%                         | 301                    |
| 2006 |                         | € 1539       | € 6,1       | 5,0%                         | 349                    |
| 2007 | 153                     | € 1885       | € 9,0       | 5,6%                         | 397                    |
| 2008 | 191                     | € 2363       | € 10,1      | 5,0%                         | 475                    |
| 2009 |                         | € 2985       | € 9,6       | 3,4%                         | 577                    |
| 2010 |                         | € 3495       | € 11,5      | 4,3%                         | 636                    |
| 2011 |                         | € 4291       | € 17,3      | 4,5%                         | 720                    |
| 2012 | 437                     | € 5291       | € 22,6      | 4,3%                         | 788                    |
| 2013 |                         | € 6447       | € 25,7      | 4,3%                         | 911                    |
| 2014 |                         | € 7152       | € 30,1      | 4,4%                         | 1017                   |
| 2015 |                         | € 8211       | € 40,7      | 5,5%                         | 1121                   |
| 2016 |                         | € 9081       | € 29,3      | 3,5%                         | 1271                   |
| 2017 | 681                     | € 9900       | € 37,4      | 3,9%                         | 1377                   |
| 2018 | 715                     | € 10.900     | € 38,6      | 3,6%                         | 1427                   |
| 2019 | 721                     | € 12.060     | € 38,8      | 3,4%                         | 1493                   |
| 2020 | 728                     | € 13.900     | € 27,2      | 2,3%                         | 1592                   |
| 2021 | 747                     | € 16.500     | € 50,8      | 4,1%                         | 1715                   |
| 2022 | 744                     | € 15.800     | € 49,8      | 4,0%                         | 1815                   |
| 2023 | 746                     | € 16.200     | € 77,2      | 6,1%                         | 1851                   |
| 2024 | 748                     | € 17.200     | € 71,9      | 5,6%                         | 1938                   |

## Aandeel- en certificaathouders
De aandelen van Triodos Bank zijn in handen van de Stichting Administratiekantoor Aandelen Triodos Bank (SAAT). SAAT geeft op zijn beurt certificaten van aandelen uit aan particulieren en instellingen, die recht geven op uitkering van een dividend, maar waaraan slechts een beperkt stemrecht is verbonden. Het is houders ervan niet toegestaan meer dan 10% van de certificaten te bezitten en het maximaal aantal stemmen per houder in de algemene vergadering van certificaathouders is beperkt tot 1000. Voor deze constructie is gekozen om vijandelijke overnames tegen te gaan. Triodos regelde sinds haar ontstaan zelf de handel in certificaten.
Met de uitbraak van de coronapandemie in maart 2020 groeide de disbalans tussen kopers en verkopers van certificaten verder aan. Er waren steeds meer verkopers dan kopers, de bank mocht wettelijk maar een beperkt percentage certificaten in eigen portefeuille hebben en daarom besloot die op 18 maart 2020 om de handel tijdelijk stop te zetten. Op 13 oktober 2020 werd de handel hervat, waarbij een transactielimiet van € 5000 gold, die later is teruggebracht tot slechts € 1000. Op 5 januari 2021 werd de handel opnieuw stilgelegd. Dit veroorzaakte meerdere reacties van bezorgde certificaathouders. Groepen hebben zich in november 2021 verenigd in het platform 'Triodom', van waaruit in maart 2022 de Stichting Certificaathouders Triodos Bank werd opgericht die verontruste en zich ernstig benadeeld voelende klanten, met een gezamenlijk certificatenvermogen van € 120 miljoen, vertegenwoordigt. De Stichting heeft eisenbundels, overleg en juridische procedures tegen het bestuur van de bank voorbereid en uitgevoerd.
Op 21 december 2021 kwam het besluit van Triodos om de certificaten te gaan verhandelen op een gesloten beursplatform (Multilateral Trading Facility of MTF), uitsluitend toegankelijk voor geregistreerde deelnemers, waardoor de autonomie en de missie van de bank zouden beschermd zijn. De prijs van de certificaten wordt daarin bepaald door vraag en aanbod en niet langer op basis van de intrinsieke waarde van de bank. Met het oog op fiscale rapportageverplichtingen had Triodos besloten vanaf 31 december 2021 een administratieve korting van 30% toe te passen op de waarde van de certificaten. De laatst verhandelde prijs van certificaten bedroeg op 5 januari 2021 € 84, met de korting bedraagt die op 31 december 2021 € 59 per stuk. Omdat het functioneren van het MTF handelsplatform nog geruime tijd op zich laat wachten werd er in 2021 een restrictief terugkoopprogramma van certificaten gepland voor beoordeelde certificaathouders met dringende financieringsproblemen. In augustus 2022 liet Triodos weten dat dit plan zou worden ingetrokken en stelt de aandeelhouders voor om deze operatie te vervangen door een buitengewoon dividend voor van € 1,01 per certificaat (vóór bronbelasting).
Het dividendbeleid van Triodos werd van meet af aan bewust beperkt tot ongeveer 3% per jaar. Winst die niet werd uitgekeerd aan certificaathouders kwam terecht in de intrinsieke waarde. Afgelopen vijf jaar (2018-2022) zakte het gemiddelde dividend tot circa 1% per jaar. Dit vloeide met name voort uit het passeren van dividend en het verlagen van de winstuitkering van 70% naar 50%. Door het stilleggen van de handel en de beoogde overstap naar een nieuw handelssysteem is in voormelde 5 jaarperiode circa €200 miljoen aan het eigen vermogen van de bank toegevoegd. De rol van SAAT, het administratiekantoor dat de stemrechten uitoefent op de aandelen Triodos, is in de ogen van een groeiende groep critici niet onomstreden. Uit de overwegingen van de Ondernemingskamer kan opgemaakt worden dat de handel in certificaten vanaf 2017 onvoldoende gezekerd was voor een langere termijn en dat Triodos niet echt compliant was. Corona wordt daarom beschouwd als 'de spreekwoordelijke druppel' bij het vastlopen van de oude systematiek. Diverse rechtszaken in Spanje werden door Triodos verloren, waardoor de kou tussen Triodos en haar certificaathouders nog lang niet uit de lucht is. In mei 2025 wees het Spaanse Hooggerechtshof vorderingen van certificaathouders af, oordelende dat de bank hen naar behoren had geïnformeerd vòòr de aankoop van certificaten. Naast het vermelde schamele dividend is de inschatting (o.a. in Het Financieele Dagblad) dat de certificaathouders een verlies van circa 50% bij het hernemen van de verkoop zullen moeten accepteren.
In mei 2024 maakte Triodos bekend dat de certificaten op de Amsterdamse effectenbeurs verhandeld gaan worden. Op 10 januari 2025 bleek dat de bank een tegemoetkoming van € 10 per certificaat voorstelde als gedeeltelijke compensatie voor de koersdaling terwijl in Spanje volop wordt geprocedeerd onder Spaans recht. Vanaf 18 juni 2025 zijn de certificaten vrij verhandelbaar op de Euronext Amsterdam.

## Erkenning
Triodos scoort het best volgens de Nederlandse Eerlijke Geldwijzer en de Belgische BankWijzer t.o.v. de onderzochte banken op diverse ethische en criteria in verband met haar duurzame investeringsbeleid op het vlak van rechten van de mens, klimaatverandering, bonussen, arbeidsrechten, natuur- en dierenwelzijn, wapenhandel, corruptie en transparantie. Daarnaast is het beleid en de prestaties van de bank meermaals bekroond:
- 2000: ISO 14001-certificaat voor het milieumanagementsysteem.[28]
- 2007: klimaatvriendelijkste bank van Nederland volgens Milieudefensie.[29]
- 2009: meest duurzame bank ter wereld volgens de Financial Times.[30]
- 2011: Havelaarprijs van Max Havelaar voor eerlijke handel.
- 2011, 2012, 2013: prijs voor het beste duurzame beleggingsfonds voor het Triodos Sustainable Pioneer Fund volgens De Standaard en La Libre Belgique en in 2013 de prijs voor de beste beheerder van duurzame fondsen volgens Réseau Financement Alternatif.
- 2012, 2013: certificaat van het beste compartiment binnen de categorie 'Mixfondsen EUR neutraal' voor het Triodos Sustainable Mixed Fund volgens de beleggingsinstelling Morningstar.[31]
- 2012, 2013 en 2015: Customer Centric DNA Award.[32]
- 2020: Gouden Kikker voor het meest duurzame project in Nederland (nieuwe kantoorpand).[33]